# NGC 3060
NGC 3060 est une galaxie spirale située dans la constellation du Lion. NGC 3060 a été découverte par l'astronome germano-britannique William Herschel en 1787.

## Caractéristiques
Sa vitesse par rapport au fond diffus cosmologique est de 3 998 ± 23 km/s, ce qui correspond à une distance de Hubble de 58,9 ± 4,1 Mpc (∼192 millions d'al).
À ce jour, quatre mesures non basées sur le décalage vers le rouge (redshift) donnent une distance de 58,125 ± 1,605 Mpc (∼190 millions d'al), ce qui est à l'intérieur de la distance de Hubble.
La classe de luminosité de NGC 3060 est II et elle présente une large raie HI.

## Supernova
La supernova SN 2009am a été découverte dans NGC 3060 le 21 février 2009 par J. Leja, S. B. Cenko, W. Li, et A. V. Filippenko dans le cadre du programme LOSS (Lick Observatory Supernova Search) de l'observatoire Lick. Cette supernova était de type IIP.

## Groupe de NGC 3060
NGC 3060 est la principale galaxie d'un groupe de galaxies qui porte son nom. Le petit groupe de NGC 3060 comprend au  moins 3 galaxies : NGC 3053, NGC 3060 et UGC 5343.